# Route 880 (Nouveau-Brunswick)
Pour les articles homonymes, voir Route 880.
La route 880 est une route locale du Nouveau-Brunswick, située dans le sud de la province. Elle traverse une région mixte, tant boisée, qu'agricole, que vallonneuse. De plus, elle mesure 65 kilomètres, et est pavée sur toute sa longueur. 

## Tracé
La 880 débute à l'ouest de Sussex, à Apohaqui, sur la route 121. Elle commence par se diriger vers le nord pendant environ 10 kilomètres, jusqu'à Berwick, où elle croise la route 10. Elle suit ensuite la rivière Millstream en se dirigeant vers le nord-nord-est, en traversant Summerfield et Gibbon. Elle passe plus loin au-dessus de la route 2, puis elle se dirige plutôt vers l'est pour rejoindre Havelock, où elle croise la route 885. Elle continue ensuite sa route vers l'est pendant 20 kilomètres en traversant Lewis Mountain, en traversant une région plus agricole. Elle se termine ensuite la route 112 à Second North River, 6 kilomètres au nord-ouest de Salisbury. 

## Intersections principales
| route 880            |                    |    |                                   |                         |
| Comté                | Location           | km | Intersection/Destinations         | Notes                   |
| Comté de Kings       | Apohaqui           | 0  | R-121, Sussex, Norton, Hampton    | extrémité sud de la 880 |
| Comté de Kings       | Lower Millstream   | 5  | R-875 ouest, Searsville, Pascobac |                         |
| Comté de Kings       | Berwick            | 9  | R-10, Sussex, Chipman, Minto      |                         |
| Comté de Kings       | Havelock           | 46 | R-885, Canaan Road, Petitcodiac   |                         |
| Comté de Westmorland | Second North River | 65 | R-112, Harewood, Salisbury        | extrémité est de la 880 |